# Tour de l'Ain 2004
Il Tour de l'Ain 2004, sedicesima edizione della corsa, si svolse dal 10 al 13 agosto 2004 su un percorso di 584 km ripartiti in 5 tappe, con partenza da Miribel e arrivo a Belley. Fu vinto dal francese Jérôme Pineau della Brioches La Boulangère davanti ai belgi Leif Hoste e Jurgen Van Goolen.

## Tappe
| Tappa  | Data      | Percorso                       | km  | Vincitore di tappa | Leader cl. generale |
| ------ | --------- | ------------------------------ | --- | ------------------ | ------------------- |
| 1ª     | 10 agosto | Miribel > Bourg-en-Bresse      | 154 | Jérôme Pineau      | Jérôme Pineau       |
| 2ª     | 11 agosto | Lagnieu > Oyonnax              | 142 | Antonio Cruz       | Jérôme Pineau       |
| 3ª     | 12 agosto | Izernore > Saint-Genis-Pouilly | 84  | Jean-Patrick Nazon | Jérôme Pineau       |
| 4ª     | 12 agosto | Saint-Genis-Pouilly > Lélex    | 67  |                    |                     |
| 5ª     | 13 agosto | Culoz > Belley                 | 137 | Cédric Vasseur     | Jérôme Pineau       |
| Totale | Totale    | Totale                         | 584 |                    |                     |

## Dettagli delle tappe

### 1ª tappa
- 10 agosto: Miribel > Bourg-en-Bresse – 154 km

| Pos. | Corridore         | Squadra        | Tempo    |
| ---- | ----------------- | -------------- | -------- |
| 1    | Jérôme Pineau     | Brioches La B. | 3h21'42" |
| 2    | Leif Hoste        | Lotto-Domo     | s.t.     |
| 3    | Jurgen Van Goolen | Quick Step     | s.t.     |

| Pos. | Corridore         | Squadra    | Tempo    |
| ---- | ----------------- | ---------- | -------- |
| 1    | Jérôme Pineau     |            | 3h21'32" |
| 2    | Leif Hoste        | Lotto-Domo | a 4"     |
| 3    | Jurgen Van Goolen | Quick Step | a 8"     |

### 2ª tappa
- 11 agosto: Lagnieu > Oyonnax – 142 km

| Pos. | Corridore     | Squadra        | Tempo    |
| ---- | ------------- | -------------- | -------- |
| 1    | Antonio Cruz  | US Postal      | 3h22'51" |
| 2    | Theo Eltink   | Rabobank TT3   | s.t.     |
| 3    | Jérôme Pineau | Brioches La B. | s.t.     |

| Pos. | Corridore         | Squadra    | Tempo    |
| ---- | ----------------- | ---------- | -------- |
| 1    | Jérôme Pineau     |            | 6h44'19" |
| 2    | Leif Hoste        | Lotto-Domo | a 8"     |
| 3    | Jurgen Van Goolen | Quick Step | a 10"    |

### 3ª tappa
- 12 agosto: Izernore > Saint-Genis-Pouilly – 84 km

| Pos. | Corridore          | Squadra        | Tempo    |
| ---- | ------------------ | -------------- | -------- |
| 1    | Jean-Patrick Nazon | AG2R           | 1h57'27" |
| 2    | Jérôme Pineau      | Brioches La B. | s.t.     |
| 3    | Saulius Ruskys     | Oktos          | s.t.     |

| Pos. | Corridore         | Squadra    | Tempo    |
| ---- | ----------------- | ---------- | -------- |
| 1    | Jérôme Pineau     |            | 8h41'46" |
| 2    | Leif Hoste        | Lotto-Domo | a 12"    |
| 3    | Jurgen Van Goolen | Quick Step | a 14"    |

### 4ª tappa
- 12 agosto: Saint-Genis-Pouilly > Lélex – 67 km

### 5ª tappa
- 13 agosto: Culoz > Belley – 137 km

| Pos. | Corridore         | Squadra       | Tempo    |
| ---- | ----------------- | ------------- | -------- |
| 1    | Cédric Vasseur    | Cofidis       | 3h15'36" |
| 2    | José Luis Arrieta | Illes Balears | a 2"     |
| 3    | Thomas Dekker     | Rabobank TT3  | a 10"    |

| Pos. | Corridore         | Squadra        | Tempo     |
| ---- | ----------------- | -------------- | --------- |
| 1    | Jérôme Pineau     | Brioches La B. | 11h57'35" |
| 2    | Leif Hoste        | Lotto-Domo     | a 12"     |
| 3    | Jurgen Van Goolen | Quick Step     | a 14"     |

## Classifiche finali

### Classifica generale
| Pos. | Corridore           | Squadra                | Tempo     |
| ---- | ------------------- | ---------------------- | --------- |
| 1    | Jérôme Pineau       | Brioches La Boulangère | 11h57'35" |
| 2    | Leif Hoste          | Lotto-Domo             | a 12"     |
| 3    | Jurgen Van Goolen   | Quick Step             | a 14"     |
| 4    | Franck Renier       | Brioches La Boulangère | a 26"     |
| 5    | Thomas Dekker       | Rabobank TT3           | a 53"     |
| 6    | Nick Nuyens         | Quick Step             | a 1'00"   |
| 7    | Christophe Edaleine | Cofidis                | s.t.      |
| 8    | Gennadij Michajlov  | US Postal Service      | s.t.      |
| 9    | Rik Verbrugghe      | Lotto-Domo             | s.t.      |
| 10   | Unai Osa Eizaguirre | Illes Balears-Banesto  | s.t.      |